# Abinger Castle

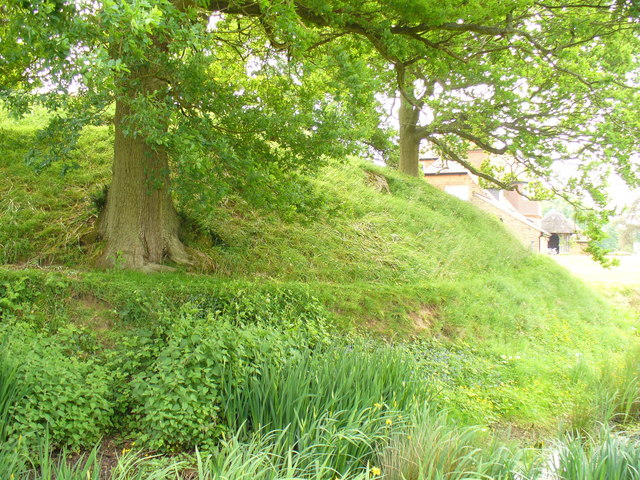
Motte von Abinger Castle

Abinger Castle ist eine Motte auf dem Gebiet des Abinger Common zwischen Guildford und Dorking in der englischen Grafschaft Surrey. Von der Burg ist heute nur noch der Burghügel erhalten, auf dem im 12. Jahrhundert eine kleine hölzerne Motte erstellt wurde. Der Ort war günstig, da man von dort ein 180°-Panorama hat und zwei Straßen überblicken kann, die sich bei der nahegelegenen Kirche trafen. Sie führen von der Leith-Hill-Abdachung an der Grenze zu West Sussex herunter.

## Geschichte
Abinger Castle ließ William FitzAnsculf um 1100 als Motte errichten. Es wurde aus Holz gebaut und 1140 umgebaut. Es blieb länger erhalten als andere Burgen dieses Typs. Erst 1153 wurde die Burg zerstört.

## Umgebung

### Herrenhaus
Ebenfalls am Beginn des Abhangs, westlich der Streusiedlung, befindet sich ein Herrenhaus, nur 20 Meter vom Burghügel entfernt. Dieses Herrenhaus wurde 1688 von dem Großgrundbesitzer aus dem südlichen Surrey und Schriftsteller John Evelyn auf die schon im Domesday Book erwähnte Grundherrschaft versetzt und 1872–1873 neu errichtet, wobei einige alte Baumaterialien verwendet wurden. Architekt war Alfred Waterhouse und English Heritage hat das Herrenhaus als historisches Gebäude II. Grades gelistet.

### Kirche
Die St James Church, etwa 100 Meter östlich des Burghügels ist etwa ein Viertel so groß wie dieser und stammt laut der Victoria County History, wie die Burg, ebenfalls aus dem 12. Jahrhundert, aber die ältesten heute noch erhaltenen Teile sind der um 1220 neu erbaute Altarraum und die Nordkapelle aus derselben Zeit. Die Kirche wurde im Zweiten Weltkrieg bombardiert und 1950 von Frederick Etchells restauriert. Sie ist als historisches Gebäude II*. Grades gelistet.

### Mittelsteinzeitliche Fundstätte
Diese Fundstätte ist wesentlich kleiner als der Burghügel und besteht aus den knappen Überresten eines mittelsteinzeitlichen Wohnplatzes. Sie befindet sich ebenfalls am westlichen Abhang des Abinger Common, westlich des Herrenhauses. Sie gilt als Scheduled Monument.

## Untersuchungen und Überreste
Bei den von Dr. Brian Hope-Taylor 1949 durchgeführten Ausgrabungen wurde die Lage vieler Pfostenlöcher gefunden. Der zentrale Burghügel (Motte) ist vermutlich genauso hoch geblieben, wie er einst war und gilt heute als Scheduled Monument.